# Eric Haydock
Eric Haydock, född 3 februari 1943 i Stockport i Greater Manchester, död 5 januari 2019, var en brittisk musiker och den ursprungliga basisten i The Hollies från december 1962 fram till 1966. Tidigare spelade han bas i The Dolphins, där han spelade tillsammans med blivande gitarristen i The Hollies Tony Hicks och trummisen Bobby Elliott. Han blev en av grundarna av The Hollies. Han var en av flera brittiska basister i början av 1960 att regelbundet använda en Fender Bass VI.
1965 började Haydock få betänkligheter mot hur gruppen sköttes, och efter många tvister med resten av bandet, fick han sparken i början av 1966 och ersattes av Bernie Calvert. Han bildade då ett rhythm and blues-band som kallades Haydock's Rockhouse, men bandet splittrades efter två misslyckade inspelningar, inklusive en cover av Sam Cookes "Cupid". Haydock gjorde ett nytt försök med Rockhouse under 1980-talet, men gruppen splittrades igen. Därefter arbetade han med musik i Stockport med omnejd.
Haydock var även under senare år aktiv inom musiken, mellan 2004 och 2007 spelade han bas i The Class of '64, med Len "Chip" Hawkes, tidigare i The Tremeloes. Haydock var medlem i Legends of the Sixties, tillsammans med den förre The Kinks-trummisen Mick Avory, f.d. Love Affair-medlemmen Martin Lyon, plus Graham Pollock f.d. The Mindbenders plus Ted Tomlin f.d. Love Affair.
Under 2008 dök Haydock upp i "identitet parade" på BBC Televisions, Never Mind the Buzzcocks.